# Ann Romney
Ann Lois Davies Romney (Bloomfield Hills, 16 de abril de 1949) é a esposa do empresário e político norte-americano Mitt Romney. De 2003 a 2007 ela foi primeira-dama do estado de Massachusetts.
Ela foi criada em Bloomfield Hills, no estado do Michigan, e estudou na Escola Kingswood, onde conheceu seu futuro esposo Mitt Romney. Ela se converteu para A Igreja de Jesus Cristo dos Santos dos Últimos Dias em 1966. Frequentou a Universidade Brigham Young (BYU) e casou-se Mitt Romney, em 1969. Ann Romney concluiu sua graduação na Escola de Extensão de Harvard, e em 1975 ela recebeu um Bachelor of Arts em francês na Universidade Brigham Young (BYU).
Como primeira-dama de Massachusetts, serviu como elemento de ligação do governador com parlamentares federais. Ela estava envolvida em uma série de instituições de caridade para crianças, e era uma participante ativa na campanha presidencial de seu marido em 2008, onde ela se tornou a esposa mais visível entre as esposas de todos os candidatos republicanos. Ela continuou a fazer campanha em nome de seu marido durante a sua candidatura presidencial de 2012.
Ann Romney foi diagnosticada com esclerose múltipla em 1998 e creditou uma mistura de tratamentos convencionais e alternativos para dar-lhe um estilo de vida quase sem limitações.  Em uma dessas atividades, Hipismo, ela consequentemente recebeu o reconhecimento em adestramento como amador adulto a nível nacional e competiu profissionalmente no Grand Prix também. Em 2008, ela também foi diagnosticada com carcinoma ductal in situ, um tipo não-invasivo do câncer de mama. Ela passou por uma mastectomia em dezembro do mesmo ano e desde então tem sido livre do câncer.
Ela e o marido, Mitt Romney, tem cinco filhos, todos rapazes, nascidos entre 1970 e 1981.